# Никола Котков
Никола Тодоров Котков (буг. Никола Тодоров Котков; Софија, 9. децембар 1938 — Софија, 30. јун 1971) био је бугарски фудбалер који је играо на позицији нападача.

## Каријера
Рођен је у Софији, фудбалску каријеру је започео у млађим категоријама Локомотиве из Софије. Провео је већи део каријере у клубу (1956–1969), освојивши првенство Бугарске 1964. Затим је играо за Левски из Софије, до своје смрти. Са Левским, Котков је још једном постао шампион 1970. године, освојивши Куп Бугарске исте године. Дана 30. јуна 1971. Котков и његов саиграч Георги Аспарухов страдали су у саобраћајној несрећи на превоју Витиња. Аутомобил Алфа Ромео са двојицом легендарних играча кретао се великом брзином магистралним путем и налетео на камион који је изашао са споредног пута. На његову сахрану дошло је 550.000 људи.
Котков је одиграо укупно 322 утакмице и постигао 163 гола у бугарском првенству и добио је награду за бугарског фудбалера године 1964. За репрезентацију Бугарске је одиграо 26 утакмица и постигао 12 голова, учествовао је на Светском првенству 1966. године у Енглеској.
Котков је био познат по изванредној техници, прецизном додавању и вештом извођењу слободних удараца.

## Трофеји
Локомотива Софија
- Прва лига Бугарске: 1963/64.

Левски Софија
- Прва лига Бугарске: 1969/70.
- Куп Бугарске: 1970, 1971.